# رونالد لافي
رونالد لافي (بالإنجليزية: Ronald Levy) هو واثب حواجز ‏ جامايكي، ولد في 30 ديسمبر 1992 في أبرشية ويستمورلاند ‏ في جامايكا.

## وصلات خارجية
- رونالد لافي على موقع الاتحاد الدولي لألعاب القوى (الإنجليزية)
- رونالد لافي على موقع اللجنة الأولمبية الدولية (الإنجليزية)
- رونالد لافي على موقع أوليمبيديا (الإنجليزية)